# Cuora picturata
La tartaruga scatola del Vietnam meridionale (Cuora picturata Lehr, Fritz & Obst, 1998) è una rarissima specie di tartaruga della famiglia dei Geoemididi.

## Descrizione
La tartaruga scatola del Vietnam meridionale è stata inizialmente considerata una sottospecie di C. galbinifrons. Il guscio è fortemente bombato negli adulti e presenta un'ampia fascia marrone bordata di nero che attraversa longitudinalmente tutto il giallastro carapace (talvolta questo pattern non è così evidente). Il piastrone ha macchie nere. La testa è gialla con una fine reticolatura grigiastra, così come le altre parti molli.

## Distribuzione e habitat
È ipotizzabile che si tratti di un endemismo del Vietnam, poiché esistono pochissimi dati sulla distribuzione di questa specie, ma tutti provenienti da foreste interne agli altopiani meridionali. Si assume che l'habitat sia costituito da fitte foreste, bambuseti e boschi umidi situati a quote elevate (come nelle specie affini C. galbinifrons e C. bourreti).

## Conservazione
Gli unici esemplari conosciuti, dalla scoperta della specie fino a pochi anni fa, provenivano dai mercati alimentari del Vietnam meridionale. In queste regioni la caccia alle testuggini è spesso praticata con l'ausilio di cani addestrati. Fortunatamente nel 2010, in seguito ad alcune spedizioni mirate, sono stati trovati i primi individui nelle foreste degli altopiani interni. Quest'area, tuttavia, è stata destinata alla conversione in piantagioni di caffè. Urgono quindi interventi di gestione ex situ, oltre all'implementazione delle informazioni relative a questa rara specie.